# Martirio di san Pietro da Verona (Moretto)
Il Martirio di san Pietro da Verona è un dipinto a olio su tela (310x163 cm) del Moretto, databile al 1530-1535 e conservato nella Pinacoteca Ambrosiana di Milano, nella Sala dell'Esedra.
L'opera, mostrando una rilevante espressione drammatica del movimento, molto ricercata e quasi forzata, rappresenta un evento raro nella produzione artistica del pittore, che utilizza invece toni molto più tradizionali e personali nel paesaggio di sfondo. Datato con una certa sicurezza a dopo il 1530 in seguito a una lunga serie di pareri contrastanti, il dipinto presenta ancora influssi da Tiziano e da Vincenzo Foppa, legati in particolare all'affresco di medesimo soggetto eseguito dal Foppa nella Cappella Portinari a Milano. L'opera è stata letta anche come modello di Caravaggio per il suo Martirio di san Matteo.

## Storia
La pala viene eseguita dopo il 1530 per la Cappella Grumelli nella chiesa dei Santi Stefano e Domenico di Bergamo, accompagnata da altri tre piccoli riquadri, utilizzati come predella, raffiguranti molto probabilmente altri episodi della vita di san Pietro da Verona. Dal 1561 la chiesa viene demolita nell'ambito del progetto di ampliamento della cinta muraria cittadina, pianificato dalla Repubblica di Venezia: la famiglia Grumelli, pertanto, trasferisce l'arredo della propria cappella gentilizia nella chiesa di San Francesco d'Assisi, occupando una cappella precedentemente dedicata a san Gallo, appositamente liberata dai monaci e ridedicata a san Pietro Martire. La ricollocazione degli arredi, compresi i dipinti del Moretto, avviene nel 1567. Il polittico è descritto ancora integro nella cornice originale da Andrea Pasta nel 1775, che menziona anche le "storie sacre" della predella.
Con la soppressione degli ordini religiosi avvenuta dopo la proclamazione della Repubblica Cisalpina, nel 1797, la chiesa viene avviata alla demolizione e i Grumelli si fanno nuovamente carico degli arredi della propria cappella: la tela del Moretto, come afferma Carlo Fachinetti nel 1822, viene riportata nella "proprietaria casa", quasi sicuramente ancora unito ai riquadri della predella, come dimostrerebbe un inventario molto dettagliato dei beni della famiglia Grumelli redatto nel 1818, nel quale sono nominati tre piccoli dipinti raffiguranti episodi della vita di san Pietro Martire. In quell'anno, però, la pala principale era già passata nella collezione del conte Teodoro Lechi, a Brescia, nella quale figurava già in un indice del 1814.
Menzionata nella medesima collezione in un altro indice del 1824, la tela viene nuovamente venduta nel 1829 al conte Giovanni Edoardo Pecis di Milano. È infine la sorella di quest'ultimo, Maria Pecis vedova Parravicini, a donarla alla Pinacoteca Ambrosiana, dove si trova ancora oggi.
Rimane invece ignoto il destino subito dai tre riquadri della predella, nominati per l'ultima volta nell'inventario del 1818 di cui si è parlato.

## Descrizione
La tela raffigura il martirio di Pietro da Verona, morto assassinato nel 1252 nella foresta di Barlassina. Il Moretto dimostra di seguire l'iconografia tradizionale, che vuole il santo raffigurato nel gesto di scrivere a terra, con il proprio sangue, la parola Credo. Dietro di lui, Carino Pietro da Balsamo sta per sferrare il colpo finale con un pugnale, mentre a sinistra sta avvenendo l'uccisione del compagno di viaggio di Pietro. La zona superiore del dipinto è invece occupata da quattro angeli in gloria volteggianti su nubi, uno dei quali, quello in primo piano, reca una corona, uno la palma del martirio e gli altri due un mazzo di gigli, simbolo di purezza.
Sullo sfondo della scena, poco dietro i personaggi, si eleva un folto gruppo di alberi, a rappresentare la foresta dove avvenne l'assassinio. Fra gli alberi, al centro del dipinto, si scorgono due falegnami nella penombra, uno intento nel proprio lavoro, l'altro con lo sguardo rivolto verso la scena principale.

## Stile
La datazione del dipinto da parte della critica è stata probabilmente la più controversa all'interno di tutta la produzione artistica del Moretto. Dal primo studioso che affronta l'argomento, Stefano Fenaroli nel 1877, a Pier Virgilio Begni Redona nel 1988 sono state avanzate ben undici ipotesi, tutte differenti tra loro e spazianti dal 1520 al 1544, praticamente l'intera carriera del pittore. La tela, pertanto, è stata letta sia come una delle primissime, immature opere, sia come una delle ultime e collaudate. Effettivamente, nel dipinto non vi sono particolari elementi stilistici in grado di suggerirne un'adeguata datazione.
La questione è stata risolta quasi per certo nel 1981 da Maria Cristina Rodeschini, che ha scoperto e pubblicato una serie di documenti inediti provenienti dall'Archivio Grumelli, molto utili per far luce sul problema. Da questi documenti si apprende che il 14 maggio 1526 Marcantonio Grumelli incaricò Anselmo Cortesi, maestro tagliapietre, di predisporre una degna sepoltura in marmo su disegno fornito da Jacopino degli Scipioni per il fratello Pietro, il quale, l'anno precedente, aveva destinato una certa somma per la decorazione della cappella gentilizia nella chiesa dei Santi Stefano e Domenico. Lo stesso Jacopino degli Scipioni, tre anni dopo, sarà incaricato ancora da Marcantonio Grumelli di decorare ad affresco la cappella. La conclusione logica è che, a lavori terminati, cioè dopo il 1530, i Grumelli abbiano commissionato al Moretto l'esecuzione di una pala per completare l'arredo della cappella. Il periodo, inoltre, coinciderebbe con la presenza del Moretto proprio a Bergamo, dove era stato chiamato da Lorenzo Lotto per eseguire degli affreschi nella basilica di Santa Maria Maggiore. Altro possibile contatto tra Marcantonio Grumelli e il Moretto sarebbe avvenuto nel 1534, quando al pittore fu commissionata l'esecuzione della Madonna in trono col Bambino tra i santi Eusebia, Andrea, Domno e Domneone da collocarsi nella chiesa di Sant'Andrea sempre a Bergamo: il Grumelli figurava tra coloro che si fecero carico del costo dell'opera.
È soprattutto sulla base di questi dati storici, pertanto, che la critica odierna è ormai propensa a datare il dipinto tra il 1530 e il 1535. Elementi stilistici che ricollegano a questo periodo della produzione artistica del pittore possono essere rilevati, secondo Gaetano Panazza, nell'influsso tizianesco, "senz'altro evidente nella brillantezza e limpidezza dei colori, in una certa truculenza compositiva, nella ricerca della drammaticità scenica del movimento, assai rara nel Moretto e qui volutamente ottenuta con una certa forzatura". Il primo elemento di "drammaticità scenica", secondo lo studioso, è "la prepotente collocazione in primo piano della figura [di san Pietro] quasi sporgente dalla tela stessa [...], mentre la disposizione dei personaggi su vari piani, costruiti plasticamente, sentiti nella loro prepotente individualità, ma tuttavia collegati da ritmi triangolari, da inserti diagonali, esprime una ricerca di movimento e di violenza [...]. La composizione ad incastri è commentata, sottolineata dal gioco a scacchi dei bianchi e dei neri, siano le tonache dei due domenicani o le vesti o le armature dei soldati".
Secondo Pier Virgilio Begni Redona, "quello che nell'opera appare come non sufficientemente fuso è, fuor d'ogni dubbio, da addebitare a un certo strabismo provocato nel pittore dalla preoccupazione di guardare a troppi modelli". Secondo il critico "è addirittura prevaricante la suggestione dell'affresco di Vincenzo Foppa nella Cappella Portinari della basilica di Sant'Eustorgio a Milano" e altri influssi, soprattutto per quanto riguarda gli angeli in cielo, provenienti da una pala di identico tema dipinta da Tiziano nel 1530 e oggi nota solo tramite copie. Sempre secondo Redona, però, nel dipinto del Moretto gli angeli "hanno un impianto piuttosto greve, soprattutto quello in primo piano, reggente la corona".
L'elemento più "spontaneo e liricamente sentito", osserva il Panazza, è il paesaggio, pienamente di mano del Moretto e ormai lontano da quello concepito dal Foppa nella Cappella Portinari: "il bosco con le fronde verdi degli alberi, la luce crepuscolare, i modesti e verissimi boscaioli indifferenti nella drammatica vicenda che si svolge vicino a loro, i quali continuano nella loro monotona solitudine il proprio lavoro, o sostano un istante, impreziositi dagli stupendi accordi grigi e azzurri delle vesti, costituiscono un brano indimenticabile".
Roberto Longhi, nel 1929, compie importanti considerazioni nel percorso di ricerca dei modelli di Caravaggio, trovando forse in questo dipinto del Moretto l'archetipo del Martirio di san Matteo:"la tragica serietà di questo Pietro Martire dagli occhi ingolfati d'ombra (fatto anticlassico per eccellenza), la subitanea violenza fisica dei manigoldi, espressi in una plastica vicinissima e, dunque, diventata tutto orrore imminente di epidermide e di sangue pulsante, presentano molto dappresso il caravaggesco Martirio di san Matteo. È il novizio che fugge e si volge nell'aria sottile e dimostra già, non dico la plastica, ma l'evidenza secca, nitida e fulminante del primo Caravaggio".